# Megaceryle torquata
Megaceryle torquata là một loài chim trong họ Alcedinidae.